# Carel Frederik Cordes

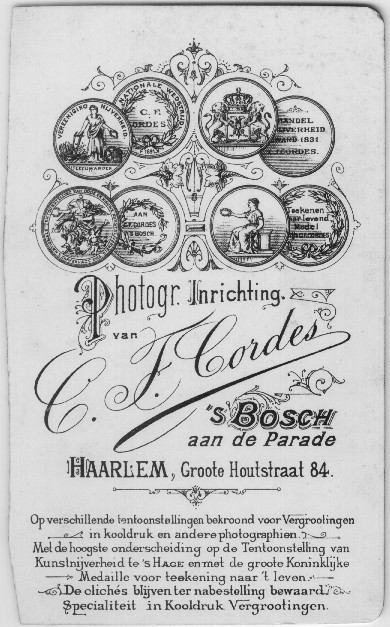
Achterkant van een carte de visite van C.F. Cordes

Carel Frederik Cordes (Steenwijk, 11 februari 1851 - 's-Hertogenbosch, 21 oktober 1927) was een Nederlands fotograaf en kunstschilder. Hij huwde in 1876 met organiste Maria Bastiaans.
Cordes' vader en grootvader waren horlogemakers. Vader Hendrik Cordes kon het verfijnde horlogermakerswerk steeds moeilijker uitoefenen en werd fotograaf. Carel en zijn broer Louis Johan (1853) volgden in zijn voetsporen. Zij werkten samen als Gebr. Cordes, maar ook onder hun eigen naam. Cordes begon in het atelier van zijn vader in Steenwijk en had vanaf 1876 een eigen fotostudio in Bolsward (1876-1888), Sneek (1880-1882, samen met Louis), Haarlem en Den Bosch. Hij nam meerdere malen aan wedstrijden deel, zoals een nationale wedstrijd op het gebied van Nijverheid in Leeuwarden (1881), waar zijn werk werd bekroond met een zilveren medaille. Hij vermeldde dit ook op de achterkant van zijn cartes de visite.

## Kunstschilder

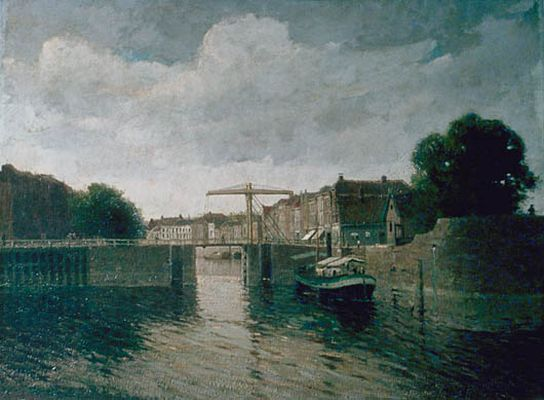
De Bossche haven met bastion en Boombrug (1875)

Cordes bezocht in 1875 de Koninklijke Academie voor Schone Kunsten in Antwerpen. Naast fotograaf ontwikkelde hij zich ook als kunstschilder. Hij schilderde stadsgezichten, vooral in Den Bosch, kerkinterieurs en portretten. Werk van hem is onder meer te vinden het Noordbrabants Museum en Museum Slager.